# Kurt Durewall
 Kurt Leonard  Durewall, född den 9 april 1924 i Gustav Vasa församling, Stockholm, död den 28 oktober 2013 i Göteborgs Vasa församling, Göteborg, var en mästare inom jiujitsu, där han utvecklade en egen stil, Durewallsystemet, inom vilken han innehade 10:e dangraden. Stilen kännetecknas av att den i första hand lär ut andra självförsvarstekniker än sparkar och slag med fokus på rörelse och balansbrytning. 
I sin ungdom vistades Durewall i fosterhem på en gotländsk bondgård, där han genom sin skollärare fick sin första kontakt med Viking Cronholms idéer. Åter i Stockholm arbetade han som städare i Svenska Jiujitsuinstitutets lokaler, där professor Marten lät honom träna gratis. Mer eller mindre av en slump kom han att ta de första bilderna av 1948 års svenska OS-lag i fotboll  och Durewall hade gjort sig ett yrke som pressfotograf.
Hans Greger, som grundade Ju-jutsu Kai  kom att bli en av Durewalls flitigare elever.
På äldre dar har Durewall dokumenterat sin filosofi i ett flertal böcker.